# Seznam vodních elektráren v Česku

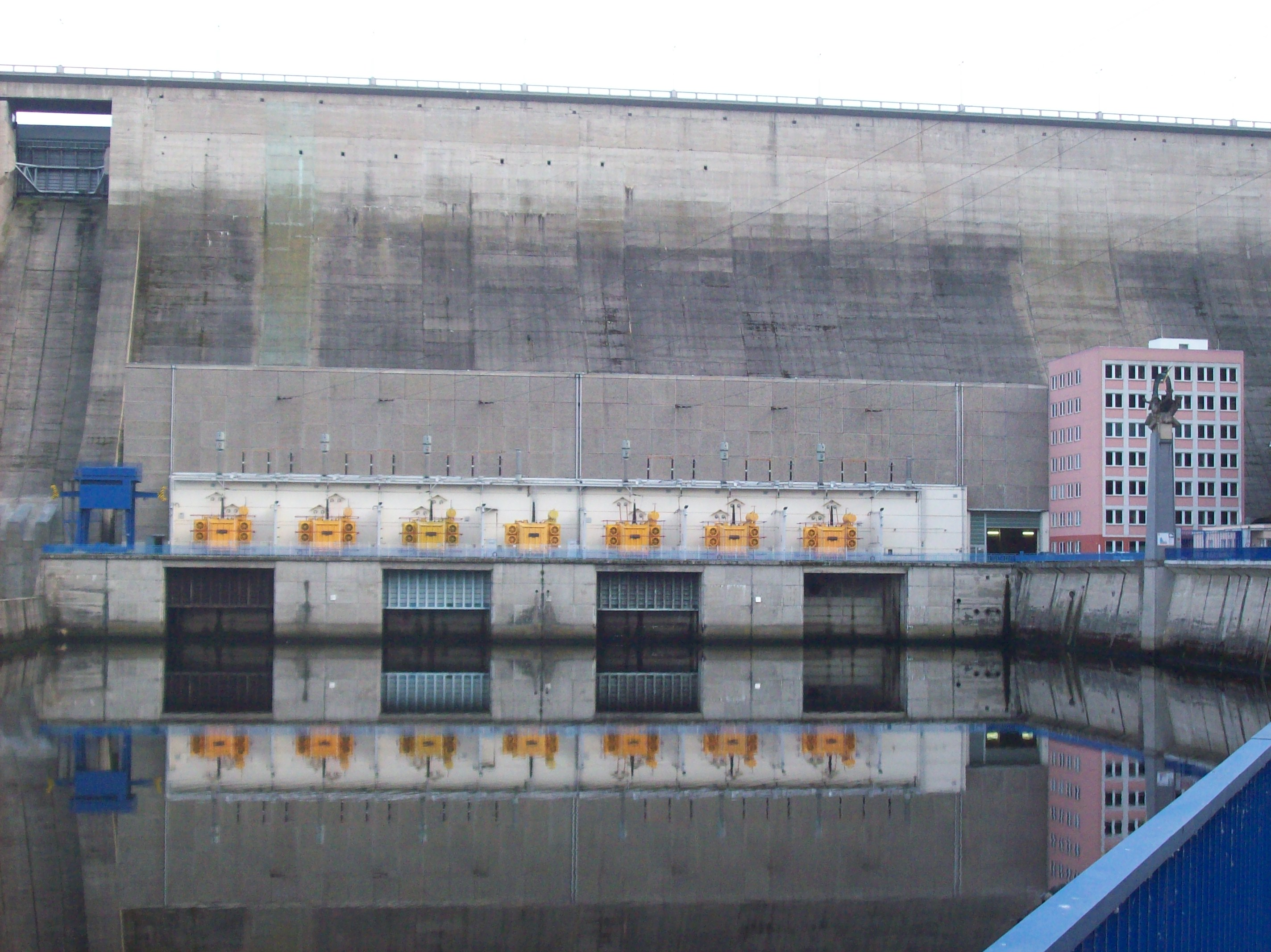
Z akumulačních vodních elektráren v České republice Vodní elektrárna Orlík vyrobila v roce 2011 nejvíce elektrické energie

V tomto seznamu jsou uvedeny vodní elektrárny, malé vodní elektrárny (MVE) a přečerpávací vodní elektrárny v Česku. V roce 2011 vodní elektrárny vyrobily 2 835 GWh elektrické energie a měly 2 138 MW instalovaného výkonu. Následující tabulka uvádí podrobnější statistiky:
| Skupina elektráren               | výroba elektřiny v roce 2009 [GWh] | Celkový instalovaný výkon [MW] |
| -------------------------------- | ---------------------------------- | ------------------------------ |
| přečerpávací                     | 553                                | 1 146                          |
| nad 10 MW instalovaného výkonu   | 945                                | 1 055                          |
| malé vodní elektrárny (do 10 MW) | 1 018                              | 1 055                          |

Akumulační a přečerpávací vodní elektrárny pracují v takzvaném „špičkovém režimu“, tedy v období největší denní spotřeby – špičky. Využívá se zde rychlý náběh vodních elektráren, v nočním režimu (tedy období přebytku energie v síti) akumulují vodu v nádrži.

## Vodní elektrárny
| Název               | výkon [MW] | typ elektrárny | výroba [GWh] | Spuštění | umístění                       | vodní tok    | provozovatel           |
| ------------------- | ---------- | -------------- | ------------ | -------- | ------------------------------ | ------------ | ---------------------- |
| PVE Dlouhé stráně I | 650        | přečerpávací   | 403          | 1996     | horní / dolní VN Dlouhé stráně | Divoká Desná | \| ČEZ \|              |
| PVE Dalešice        | 475        | přečerpávací   | 273          | 1978     | VN Mohelno / VN Dalešice       | Jihlava      | ČEZ                    |
| VE Orlík            | 364        | akumulační     | 300          | 1962     | VN Orlík                       | Vltava       | ČEZ                    |
| VE Slapy            | 144        | akumulační     | 256          | 1955     | VN Slapy                       | Vltava       | ČEZ                    |
| VE Lipno I          | 120        | akumulační     | 90           | 1959     | VN Lipno                       | Vltava       | ČEZ                    |
| PVE Štěchovice II   | 45         | přečerpávací   | 23           | 1948     | VN Homole / VN Štěchovice      | Vltava       | ČEZ                    |
| VE Kamýk            | 40         | akumulační     | 58           | 1961     | VN Kamýk                       | Vltava       | ČEZ                    |
| VE Štěchovice       | 22,5       | akumulační     | 82           | 1944     | VN Štěchovice                  | Vltava       | ČEZ                    |
| VE Střekov          | 19,5       | průtočná       | 96           | 1936     | Zdymadlo Střekov               | Labe         | ČEZ Obnovitelné zdroje |
| VE Vranov           | 18,9       | akumulační     | 22           | 1933     | VN Vranov                      | Dyje         | E.ON Trend             |
| VE Vrané            | 13,88      | akumulační     | 41           | 1936     | VN Vrané                       | Vltava       | ČEZ                    |
| VE Nechranice       | 10         | akumulační     | 61           | 1968     | VN Nechranice                  | Ohře         | Povodí Ohře            |
| ČEZ                 |            |                |              |          |                                |              |                        |

## Malé vodní elektrárny (MVE)
| Název                                           | Výkon [MW] | Typ elektrárny | Výroba [GWh] | Spuštění | Umístění                             | Vodní tok       | Provozovatel                        |
| ----------------------------------------------- | ---------- | -------------- | ------------ | -------- | ------------------------------------ | --------------- | ----------------------------------- |
| VE Práčov                                       | 9,75       | akumulační     | 14,5         | 2001     | VN Křižanovice II                    | Chrudimka       | ČEZ Obnovitelné zdroje              |
| MVE Hněvkovice                                  | 9,6        | akumulační     | 29,7         | 1992     | VN Hněvkovice                        | Vltava          | ČEZ                                 |
| ŠVE Meziboří                                    | 7,6        | akumulační     | 7,6          | 1964     | VN Fláje                             | Flájský potok   | Energo-Pro                          |
| VE Vír I                                        | 7,1        | akumulační     | 15,0         | 1957     | VN Vír I                             | Svratka         | E.ON Trend                          |
| MVE Vydra                                       | 6,5        | akumulační     | 29,6         | 1939     | Vchynicko-tetovský kanál             | Vydra           | ČEZ Obnovitelné zdroje              |
| MVE Štětí                                       | 6,46       | průtočná       | -            | 2014     | Zdymadlo Štětí                       | Labe            | Energeia, o.p.s.                    |
| VE Štvanice                                     | 5,67       | průtočná       | 18,2         | 1984     | Zdymadlo Štvanice                    | Vltava          | Povodí Vltavy                       |
| VE Libčice                                      | 4,78       | průtočná       | 21,7         | 1998     | Zdymadlo Libčice – Dolany            | Vltava          | Povodí Vltavy                       |
| MVE Roudnice nad Labem                          | 6,5        | průtočná       | -            | 2014     | zdymadlo Roudnice nad Labem          | Labe            | RenoEnergie                         |
| MVE Litoměřice                                  | 6,46       | průtočná       | -            | 2013     | zdymadlo České Kopisty               | Labe            | Dolnolabské elektrárny              |
| VE Kružberk                                     | 4,38       | akumulační     | 11,8         | 1955     | VN Kružberk                          | Moravice        | Energo-Pro                          |
| MVE Spytihněv                                   | 1,92       | průtočná       | 12,9         | 1951     | Jez Spytihněv                        | Morava          | ČEZ Obnovitelné zdroje              |
| MVE Kořensko I                                  | 3,8        | průtočná       | 8,9          | 1992     | VN Kořensko                          | Vltava          | ČEZ                                 |
| VE Kníničky                                     | 3,53       | ...            | 3,1          | 1941     | Brněnská přehrada                    | Svratka         | ČEZ Obnovitelné zdroje              |
| MVE Liběchov                                    | 3,51       | průtočná       | -            | 2013     | Zdymadlo Dolní Beřkovice             | Labe            | MERCATOR Energy a.s.                |
| MVE Miřejovice                                  | 3,5        | průtočná       | 11,7         | 1928     | zdymadlo Miřejovice                  | Vltava          | Energo-Pro                          |
| VE Obříství                                     | 3,36       | ...            | 11,2         | 1995     | zdymadlo Obříství                    | Labe            | ČEZ Obnovitelné zdroje              |
| MVE Hradiště                                    | 3,2        | ...            | 8,2          | 1976     | VN Přísečnice                        | Přísečnice      | SčVK                                |
| MVE Seč                                         | 3,12       | ...            | 5,1          | 1934     | VN Seč                               | Chrudimka       | Energo-Pro                          |
| MVE Slezská Harta                               | 3,05       | ...            | 16,9         | 1998     | VN Slezská Harta                     | Moravice        | Povodí Odry                         |
| VE Hracholusky                                  | 3,04       | ...            | 13,4         | 1964     | Hracholusky                          | Mže             | ČEZ Obnovitelné zdroje              |
| Pastviny I                                      | 3          | ...            | 5,1          | 1938     | Pastviny I                           | Divoká Orlice   | ČEZ Obnovitelné zdroje              |
| MVE Lovosice–Píšťany I                          | 2,93       | ...            | 3,5          | 2010     | zdymadlo Lovosice                    | Labe            | RenoEnergie                         |
| VE Strž                                         | 2,8        | ...            | 9,2          | 1923     | Kroměříž                             | Morava          | Energo-Pro                          |
| Kostelec nad Labem                              | 2,77       | ...            | 13,6         |          | ...                                  | Labe            | Rida Consulting                     |
| Kostomlátky                                     | 2,7        | ...            | 10,1         |          | ...                                  | Labe            | Energo-Pro                          |
| Předměřice                                      | 2,6        | ...            | 11,2         | 1953     | ...                                  | Labe            | ČEZ Obnovitelné zdroje              |
| Vraňany                                         | 2,5        | ...            | 15,9         | 2006     | ...                                  | Vltava          | Povodí Vltavy                       |
| Troja                                           | 2,5        | průtočná       | 12,8         | ...      | ...                                  | Vltava          | Povodí Vltavy                       |
| MVE Nové Mlýny                                  | 2,41       | ...            | 11,3         | 1989     | Nové Mlýny, Milovice                 | Dyje            | Povodí Moravy                       |
| Smiřice                                         | 2,4        | ...            | 10,5         | 1953     |                                      | Labe            | Energo-Pro                          |
| MVE Spálov                                      | 2,4        | ...            | 11,3         | 1926     | ...                                  | Jizera          | ČEZ Obnovitelné zdroje              |
| MVE Přelouč                                     | 2,34       | ...            | 8,6          | 1927     | ...                                  | Labe            | ČEZ Obnovitelné zdroje              |
| MVE Kadaňský stupeň                             | 2,28       | ...            | 10,2         | 1972     | Kadaňský stupeň                      | Ohře            | Povodí Ohře                         |
| MVE Les Království                              | 2,21       | ...            | 8,3          | 2005     | Les Království                       | Labe            | ČEZ Obnovitelné zdroje              |
| Lobkovice                                       | 2,2        | ...            | 8,2          |          | ...                                  | Labe            | Povodí Labe                         |
| MVE Sedlice                                     | 2,16       | ...            | 4,6          | 1927     | Sedlice                              | Želivka         | 1. elektrárenská s.r.o.             |
| Nymburk                                         | 2,01       | ...            | 9,3          |          | ...                                  | Labe            | MVE-HYDRO s.r.o.                    |
| Hradištko                                       | 2          | ...            | 7,1          |          | ...                                  | Labe            | Energo-Pro                          |
| Pardubice                                       | 1,99       | ...            | 6,1          | 1978     | ...                                  | Labe            | ČEZ Obnovitelné zdroje              |
| Brandýs nad Labem                               | 1,98       | ...            | 11,1         |          | ...                                  | Labe            | LobCon                              |
| MVE České Vrbné                                 | 1,96       | ...            | 10,1         |          | ...                                  | Vltava          | 1. elektrárenská s.r.o.             |
| Srnojedy                                        | 1,96       | ...            | 10,6         |          | ...                                  | Labe            | KIPP, s.r.o.                        |
| MVE Hodonín                                     | 1,92       | ...            | 10,5         | 1936     |                                      | Morava          | ICONOS a.s.                         |
| PVE Černé jezero                                | 1,91       | přečerpávací   | 0,2          | 1930     | ...                                  | Úhlava          | ČEZ Obnovitelné zdroje              |
| MVE Mohelno                                     | 1,76       | ...            | 6,3          | 1977     | ...                                  | Jihlava         | ČEZ                                 |
| Modřany                                         | 1,65       | ...            | 6,7          |          | ...                                  | Vltava          | Energo-Pro                          |
| MVE Bělov                                       | 1,6        | průtočná       | 5,9          | 2013     | Bělov                                | Morava          | MEXIM CONSULTING, spol. s r.o.      |
| MVE Lipno II                                    | 1,5        | ...            | 5,6          | 1957     | ...                                  | Vltava          | ČEZ                                 |
| MVE Znojmo                                      | 1,35       | ...            | 8,3          | 1966     | Znojmo                               | Dyje            | E.ON Trend                          |
| Podbaba                                         | 1,269      | ...            | 5,0          | 1977     | ...                                  | Vltava          | Povodí Vltavy                       |
| MVE Soběnov                                     | 1,23       | ...            | 5,3          | 1925     | Soběnov                              | Černá           | E.ON Trend                          |
| Klecany                                         | 1,2        | ...            | 6,4          | 1985     |                                      | Vltava          | Povodí Vltavy                       |
| MVE Železný Brod                                | 1,09       | ...            | 2,2          |          | ...                                  | Jizera          | VE ŽELEZNÝ BROD, a.s.               |
| Kolín                                           | 1,06       | ...            | 2,8          | 1932     | ...                                  | Labe            | Veolia Energie Kolín, a.s.          |
| MVE Šance                                       | 1,03       | ...            | 4,6          | 1969     | Šance                                | Ostravice       | Povodí Odry                         |
| Tři Chaloupky                                   | 1,7        | ...            | 6,2          | 1948     | ...                                  | Labe            | Predax Finance                      |
| MVE Římov                                       | 1          | ...            | 6,5          |          | Římov                                | Malše           | Povodí Vltavy                       |
| MVE Březhrad                                    | 0,99       | ...            | ...          | ...      | ...                                  | Labe            | VÍT a SPOL, spol. s r.o.            |
| Poděbrady                                       | 0,96       | ...            | 4,1          |          | ...                                  | Labe            | 1. elektrárenská s.r.o.             |
| MVE Kořensko II                                 | 0,94       | průtočná       | ...          | ...      | VN Kořensko                          | Vltava          | ČEZ                                 |
| MVE Kořenov                                     | 0,92       | ...            |              |          | ...                                  | Jizera          | 1. elektrárenská s.r.o.             |
| Čelákovice                                      | 0,80       | ...            |              | 2011     | ...                                  | Labe            | RenoEnergie                         |
| Hradec Králové I (Hučák)                        | 0,75       | ...            | ...          | 1926     | ...                                  | Labe            | ČEZ Obnovitelné zdroje              |
| MVE Bulhary                                     | 0,72       | ...            |              | 2007     | ...                                  | Dyje            | RenoEnergie                         |
| MVE Beroun                                      | 0,72       | ...            |              | 2011     | ...                                  | Berounka        | RenoEnergie                         |
| MVE Skalka                                      | 0,719      | ...            | ...          | 1964     | Skalka                               | Ohře            | Povodí Ohře                         |
| MVE Malá Veleň                                  | 0,7        | derivační      | ...          | 1925     | Malá Veleň                           | Ploučnice       | Water - Energy s. r. o. Brno        |
| MVE Františkov nad Ploučnicí - Valkeřická       | 0,576      | derivační      | ...          | ...      | Františkov nad Ploučnicí             | Ploučnice       | Water - Energy s. r. o. Brno        |
| MVE Benešov nad Ploučnicí, Benar 01             | 0,263      | průtočná       | ...          | ...      | Benešov nad Ploučnicí                | Ploučnice       | Water - Energy s. r. o. Brno        |
| MVE Benešov nad Ploučnicí, Benar 03             | 0,09       | průtočná       |              |          | Benešov nad Ploučnicí                | Ploučnice       | MO.EN Praha                         |
| MVE Benešov nad Ploučnicí - Bedřichov, Benar 04 | 0,18       | derivační      |              | 2002     | Benešov nad Ploučnicí                | Ploučnice       | Soukromé osoby OSVČ                 |
| MVE Benešov nad Ploučnicí, Interkov             | 0,22       | derivační      |              |          | Benešov nad Ploučnicí                | Ploučnice       | MVE Pod Mostem s. r. o.             |
| MVE Benešov nad Ploučnicí, Nikoh                | 0,17       | průtočná       |              |          | Benešov nad Ploučnicí                | Ploučnice       | Nikoh s. r. o.                      |
| MVE Březiny P3                                  | 0,492      | derivační      |              |          | Březiny u Děčína                     | Ploučnice       | Vodní elektrárny Ploučnice s. r. o. |
| MVE Březiny I                                   | 0,04       | příjezová      |              |          | Březiny u Děčína                     | Ploučnice       | MVE Březiny s. r. o.                |
| MVE Březiny II                                  | 0,23       | derivační      |              |          | Březiny u Děčína                     | Ploučnice       | MVE Březiny s. r. o.                |
| MVE Děčín P2 - I                                | 0,052      | příjezová      |              |          | Děčín Staré Město                    | Ploučnice       | R.A. - Znojmo, se sídlem v Jihlavě  |
| MVE Děčín P2 - II                               | 0,043      | derivační      |              |          | Děčín Staré Město                    | Ploučnice       | R.A. - Znojmo, se sídlem v Jihlavě  |
| MVE Děčín P1                                    | 0,27       | příjezová      |              |          | Děčín Staré Město                    | Ploučnice       | MVE Březiny s. r. o.                |
| MVE Děčín                                       | 0,46       | průtočná       |              |          | Děčín                                | Ploučnice       | MO.EN Praha                         |
| MVE Ostrý                                       | 0,2        | derivační      |              |          | Františkov nad Ploučnicí - Mlatce    | Ploučnice       | EXCELENTS s. r. o.                  |
| MVE Franta                                      | 0,22       | průtočná       |              |          | Františkov nad Ploučnicí - Oldřichov | Ploučnice       | STRATEX s. r. o.                    |
| MVE CUPRUM                                      | 0,175      | příjezová      |              |          | Františkov nad Ploučnicí             | Ploučnice       | CUPRUM s. r. o.                     |
| MVE Starý Šachov                                | 0,22       | příjezová      |              |          | Starý Šachov                         | Ploučnice       | Big Water s. r. o.                  |
| MVE Mlýn Šimek                                  | 0,086      | průtočná       |              |          | Stružnice u České Lípy               | Ploučnice       | Soukromá osoba OSVČ                 |
| MVE LenešiceE                                   | 0,7        | průtočná       | 2,6          | 2014     |                                      | Ohře            | SPRÁVA JEZŮ a.s.                    |
| Hradec Králové III                              | 0,69       | ...            | ...          |          | ...                                  | Orlice          | 1. elektrárenská s.r.o.             |
| MVE Libočany                                    | 0,67       | ...            |              | 2006     | ...                                  | Ohře            | RenoEnergie                         |
| MVE Želina                                      | 0,66       | ...            | ...          | 1994     | ...                                  | Ohře            | ČEZ                                 |
| MVE Bukovec                                     | 0,63       | ...            | ...          | 2007     | ...                                  | Berounka        | ČEZ Obnovitelné zdroje              |
| MVE Husinec                                     | 0,63       | ...            | 1,8          | 1953     | ...                                  | Blanice         | AQUA Energie                        |
| MVE Nové Mlýny                                  | 0,5        | ...            |              | ...      | Nové Mlýny                           | Dyje            |                                     |
| MVE Libochovice                                 | 0,5        | ...            | 2,3          | 2005     | Libochovice                          | Ohře            | EWA Libochovice                     |
| MVE Želivka-Švihov                              | 0,455      | ...            | 3,0          | 2004     | Želivka–Švihov                       | Želivka         | Povodí Vltavy                       |
| MVE Břeclav                                     | 0,4        | ...            |              | ...      |                                      | Dyje            |                                     |
| Nýrsko                                          | 0,354      | ...            | 1,7          | 1996     | ...                                  | Úhlava          | Povodí Vltavy                       |
| Jez Ivančice                                    | 0,32       | ...            |              | 2001     | ...                                  | Jihlava         |                                     |
| MVE Jesenice                                    | 0,3        | ...            |              | 1964     | Jesenice                             | Odrava          | .                                   |
| Lipno                                           | 0,3        | ...            | 2,2          | ...      | ...                                  | Vltava          | Povodí Vltavy                       |
| MVE Veselí nad Moravou                          | 0,27       | ...            |              | 1927     | ...                                  | Morava          |                                     |
| České Údolí                                     | 0,266      | ...            | 0,7          | ...      | ...                                  | Radbuza         | Povodí Vltavy                       |
| MVE Rožmberk                                    | 0,260      | ...            |              | 1922     | Rožmberk                             | Lužnice         |                                     |
| MVE Brno Komín                                  | 0,25       | ...            |              | 1923     | ...                                  | Svratka         | ČEZ Obnovitelné zdroje              |
| MVE Žlutice                                     | 0,222      | ...            | 0,5          | 1997     | Žlutice                              | Střela          | Povodí Vltavy                       |
| MVE Březová                                     | 0,216      | ...            |              |          | Březová                              | Teplá           |                                     |
| MVE Šlovice                                     | 0,21       | ...            | ...          | 2005     | ...                                  | Berounka        |                                     |
| MVE Trnávka                                     | 0,186      | ...            | 0,7          | 1997     | Trnávka                              | Trnava          | Povodí Vltavy                       |
| MVE Vřesník                                     | 0,175      | ...            | ...          | 1983     | Vřesník                              | Želivka         |                                     |
| Dlouhé stráně II                                | 0,163      | ...            | ...          | 2000     | ...                                  | Divoká Desná    | ČEZ                                 |
| MVE Větřní                                      | 0,16       | ...            | 0,8          | ...      | ...                                  | Vltava          | Povodí Vltavy                       |
| MVE Lučina                                      | 0,15       | ...            | 0,5          | 1966     | Lučina                               | Mže             | Povodí Vltavy                       |
| MVE Pařížov                                     | 0,146      | ...            |              | 1992     | Pařížov                              | Doubrava        |                                     |
| Čeňkova pila                                    | 0,1        | ...            |              | 1912     | ...                                  | Vydra           |                                     |
| MVE Hluboká nad Vltavou                         | 0,090      | ...            |              | 2011     | ...                                  | Vltava          | HydroCon                            |
| MVE Loučovice                                   | 0,075      | ...            | 0,2          |          | Loučovice                            | Vltava          | Povodí Vltavy                       |
| MVE Bystřička                                   | 0,066      | ...            |              |          | Bystřička                            | Bystřička       |                                     |
| MVE Josefův Důl                                 | 0,055      | ...            |              | 1982     | ...                                  | Kamenice        |                                     |
| MVE Jiřetín pod Bukovou                         | 0,05       | ...            |              | 1991     | ...                                  | Kamenice        |                                     |
| MVE Hořín                                       | 0,03       | ...            | 0,1          | 1996     | ...                                  | Vltava          | Povodí Vltavy                       |
| MVE Souš                                        | 0,022      | ...            |              | 1974     | Souš                                 | Černá Desná     |                                     |
| MVE Luhačovická přehrada                        | 0,021      | ...            |              | 1930     | Luhačovická přehrada                 | Šťávnice        |                                     |
| MVE Humenice                                    | 0,018      | ...            | 0,1          |          | Humenice                             | Stropnice       | Povodí Vltavy                       |
| MVE Fláje                                       | 0,016      | ...            |              | 1964     | Fláje                                | Flájský potok   |                                     |
| MVE Harcov                                      | 0,011      | ...            |              | 1990     | Harcov                               | Harcovský potok |                                     |
| MVE Hradec-Nová Ves                             | 0,082      | ...            | ...          | 1990     | ...                                  | Bělá            | Povodí Odry                         |